# Chocolate suíço

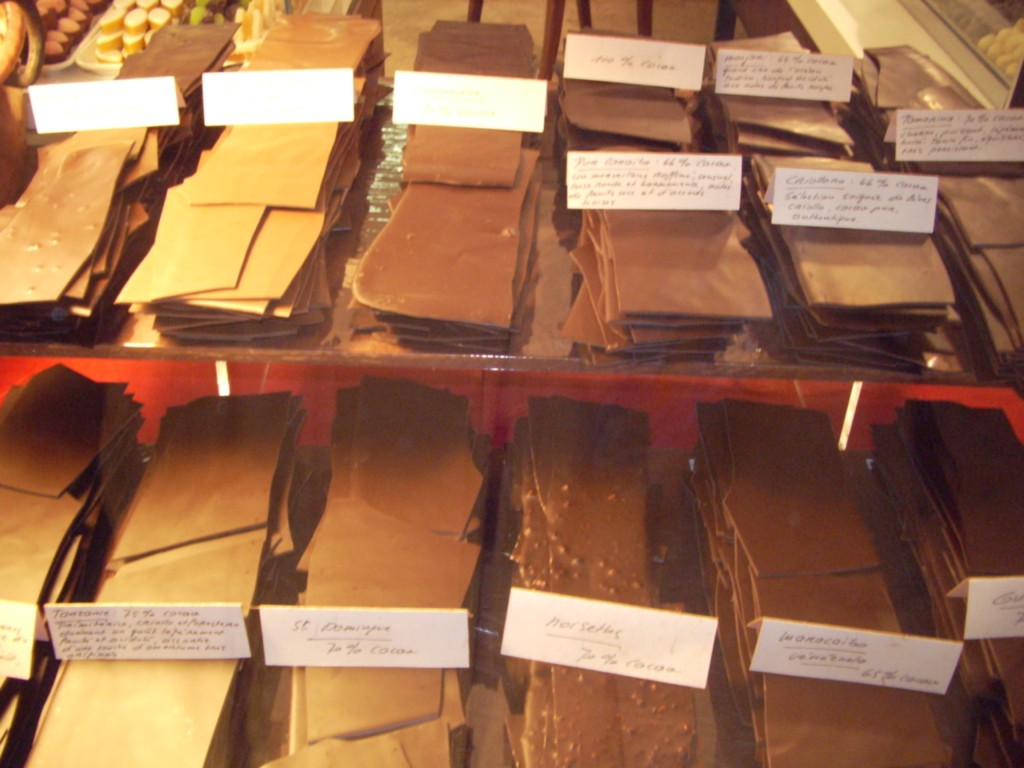
Variedades de chocolate expostas em Neuchâtel, Suíça.

O chocolate suíço, assim como os relógios e os canivetes, é um dos produtos suíços mais conhecidos em todo o mundo por sua alta qualidade.

## História
O chocolate foi introduzido na Europa no século XVI, em 1528, quando Hernán Cortés chega à Espanha com as primeiras sacas de cacau e todos os utensílios necessários à preparação do xocolatl. A exótica bebida não tarda a cair no gosto da corte. A infanta Ana d'Áustria, educada em Madri, leva a novidade para a corte francesa, em 1615, após seu casamento com Luís XIII. Em Paris, o chocolate se converte, então, em bebida da moda no meio aristocrático, e, a partir daí, difunde-se por toda a Europa. Mais tarde, já no século XIX, o seu uso, como bebida, entra em declínio sendo gradativamente substituído pelo chocolate sólido, cuja origem remonta aos anos 1830, na França.
Em 1819 François-Louis Cailler instala, em Corsier-sur-Vevey, Suíça, uma das primeiras manufaturas de chocolate mecanizadas, criando assim a marca de chocolate mais antiga entre as que sobreviveram até os dias atuais. Ao mesmo tempo, o chocolate entrava no país onde encontraria seus melhores promotores e pioneiros da indústria. Em 1826, Philippe Suchard abre uma fábrica de chocolate em Serrières. Depois dele, Jacques Foulquier (antecessor de Jean-Samuel Favarger) fará o mesmo, em Genebra (1826); Charles-Amédée Kohler, em Lausanne (1830); Rudolf Sprüngli, em Zurique (1845); Aquilino Maestrani em Lucerna e St-Gall (1852); Johann Georg Munz,  em Flawil (1874); Jean Tobler, em Berna (1899).
Assim, entre os séculos XIX e XX, foram fundadas as seguintes fábricas de chocolate :
- 1819 - Cailler (atual Nestlé), em Vevey
- 1826 - Suchard (hoje Kraft Foods), em Serrières, Neuchâtel
- 1826 - Favarger, em Genebra
- 1830 - Kohler (hoje Nestlé), em Lausanne
- 1836 - Sprüngli, em Zurique, sociedade dividida em Confiserie Sprüngli e Lindt & Sprüngli, em 1892
- 1852 - Maestrani, em Lucerna  (hoje em Flawil)
- 1862 - Klaus, em Le Locle, Neuchâtel
- 1867 - Peter (hoje Nestlé), em Lausanne
- 1879 - Lindt (hoje Lindt & Sprüngli), em Berna
- 1887 - Frey (hoje Migros), em Aarau
- 1899 - Tobler (atual Kraft Foods, fabricante dos chocolates Toblerone, entre outros ), em Berna
- 1901 - Chocolat de Villars, em Villars-sur-Glâne
- 1929 - Camille Bloch, em Courtelary
- 1932 - Bernrain, em Kreuzlingen
- 1933 - Chocolats Halba, em Wallisellen [2]

Na segunda metade do século XIX, o chocolate suíço começa a se difundir pelo mundo. Para isso contribuiram fortemente a invenção do chocolate ao leite, por Daniel Peter, e a criação da técnica de conchagem, por Rodolphe Lindt.

## Vendas

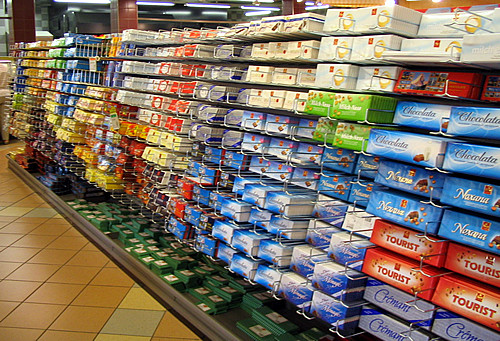
Chocolates suíços expostos em supermercado

Desde o século XIX até a Primeira Guerra Mundial, a indústria do chocolate suíço foi muito voltada para a exportação. Depois da Segunda Guerra, a Suíça começou a externalizar a produção em decorrência de restrições comerciais.
Em 2000, a maior parte do chocolate produzido no país (54%) era consumida pelos próprios suíços, e o país tinha o maior consumo anual per capita de chocolate do mundo (11,6 kg per capita).[carece de fontes?]
Em 2004, 148.270 toneladas de chocolate foram produzidas na Suíça. 53% dessa produção foi exportada (20% para a Alemanha, 11% para a  França e Grã-Bretanha, e 13% para a América do Norte). No mesmo ano, a receita bruta da indústria suíça do chocolate  foi de 1.365 bilhões de francos suíços, sendo CHF 814 milhões provenientes do mercado local e CHF 551 milhões provenientes de exportações. [carece de fontes?]
Em 2013, os  18 fabricantes suíços de chocolate ultrapassaram o resultado de 2012, tanto em termos de quantidade como em volume de negócios. O aumento da quantidade produzida foi de aproximadamente 6.700 toneladas (+ 3,9%), passando a 179.061 toneladas. Isso significou um aumento de 3,1% ou CHF 1,683 milhões no volume de negócios, em relação a 2012. 61,2% dessa produção foi exportada (contra 60,3% no ano anterior). O consumo doméstico de produtos de cacau (incluindo as importações e excluindo o pó de cacau e o chocolate em pó) foi 97.082 toneladas, com um aumento de 100 g no consumo médio por habitante, em relação ao de 2012, que havia sido de 12,0 kg por habitante por ano.A indústria aumentou consideravelmente suas exportações, e as vendas para o exterior atingiram  109.662 toneladas, o que corresponde a um aumento de 5,6%. Em termos de volume de negócios, houve aumento de 4,1%, atingindo CHF 792 milhões. As exportações foram principalmente para  Alemanha (24,7%), Reino Unido (12,8%), França (8,0%) e Canadá (6,3%).

## Organização dos produtores
Em 1901, os produtores suíços de chocolate  fundaram a Union libre des fabricants suisses de chocolat. Em 1916, a Union foi dividida em Chambre syndicale des fabricants suisses de chocolat e Convention chocolatière suisse. A antiga Chambre syndicale (atual Chocosuisse) protege os interesses dos produtores de chocolate suíço. Já a Convention chocolatière tinha como objetivos zelar pela qualidade do chocolate e estabelecer uma estratégia de preço uniforme, até sua dissolução, em 1994.